# Famille de Dianous de La Perrotine
La famille de Dianous de La Perrotine, anciennement Dianous, est une famille subsistante de la noblesse française.

## Histoire
Gustave Chaix d'Est-Ange écrit que cette famille est originaire du bourg de Sérignan dans la principauté d'Orange, qu'elle fut anoblie par le grade de docteur en droit civil de l'université d'Avignon en 1739, et qu'au Comtat Venaissin cette charge donnait la noblesse au premier degré.
Cette famille a obtenu un titre de baron en 1811. Arnaud Clement (2024) retient seulement ce titre comme acte recognitif de noblesse.
La famille est membre de l'association d'entraide de la noblesse française, depuis le 30 novembre 1938.

## Personnalités
La lecture des actes d'état civil depuis le XVIIIe siècle permet d'établir la filiation suivante entre les différentes personnalités :
- Pierre-Joseph Dianous de La Perrotine (1741-1840), chevalier de Saint-Louis en 1781, fut retraité comme maréchal de camp en 1786, publia des recueils de poésie[1]. Le 28 février 1764 à Pernes, il épouse Marie Catherine Henriette de Gassin.
  - Alexandre César Hilarion Esprit Dianous de La Perrotine (1767-1859), colonel en 1808, baron de l'Empire en 1811, est mis à la retraite comme maréchal de camp en 1815, maire de Sérignan, chevalier de Saint-Louis, officier de la Légion d'honneur. Le 14 février 1807 à Arles, il épouse Louise Elizabeth Delphine de Laincel.
    - Gabriel Joseph Alexandre de Dianous de La Perrotine (9 février 1812 à Sérignan-du-Comtat - 18 mars 1890 à Avignon), baron de Dianous et baron de la Perrotine. Le 28 janvier 1842 à Avignon, il épouse Marie Joséphine Philippine Constantin.
      - Henri de Dianous de la Perrotine (1845-1881), lieutenant, est en cette qualité parmi les officiers au sein de la mission Flatters, il meurt assassiné avec ses compagnons par les touaregs au Sahara.
      - Amédée de Dianous de la Perrotine (18 juin 1848 à Sérignan-du-Comtat - 27 novembre 1937 au Pontet). Le 26 avril 1880 à Avignon, il épouse Pauline Céalis.
        - Paul Marie Amédée de Dianous de la Perrotine (21 septembre 1885 à Narbonne - mort pour la France le 20 septembre 1914 à Saint-Mihiel), sous-lieutenant au 258e régiment d'infanterie. Le 4 février 1914 à Lyon, il épouse Elisabeth Baudot.
          - Hugues-Jean de Dianous de La Perrotine de La Perrotine (1914-2008), archiviste, linguiste et diplomate. Auteur de plusieurs ouvrages, décoré de plusieurs ordres.

Personnalité non rattachée : Paloma de Dianous de La Perrotine, auteure à l'âge de 11 ans de Mathilde fait sa vie, publié par la maison d'édition « Le Lys Bleu ».